# Skvalpmossa
Skvalpmossa (Dichodontium pellucidum) är en bladmossart som beskrevs av W. P. Schimper 1856. Skvalpmossa ingår i släktet Dichodontium och familjen Dicranaceae. Arten är reproducerande i Sverige. Inga underarter finns listade i Catalogue of Life.

## Bildgalleri

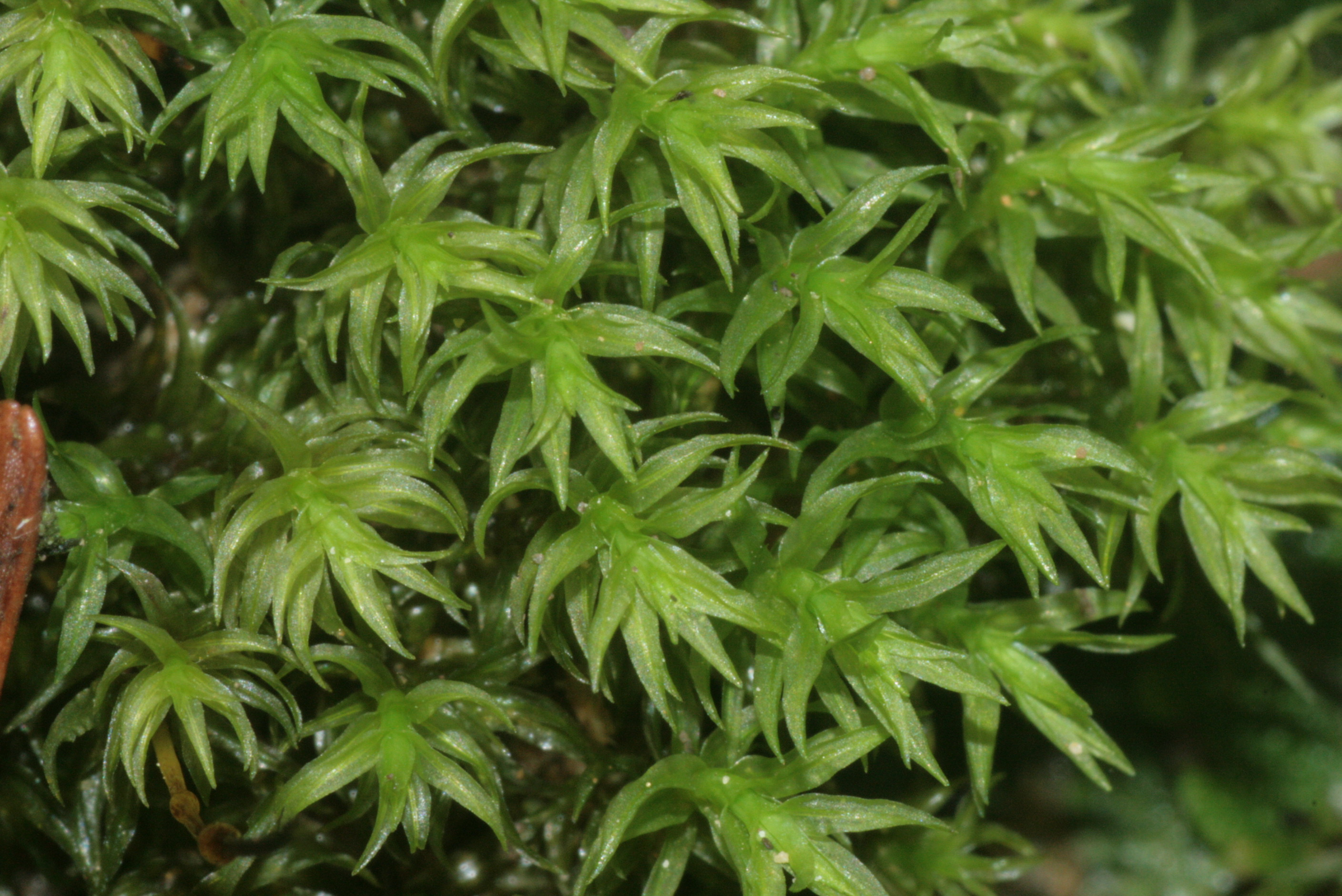
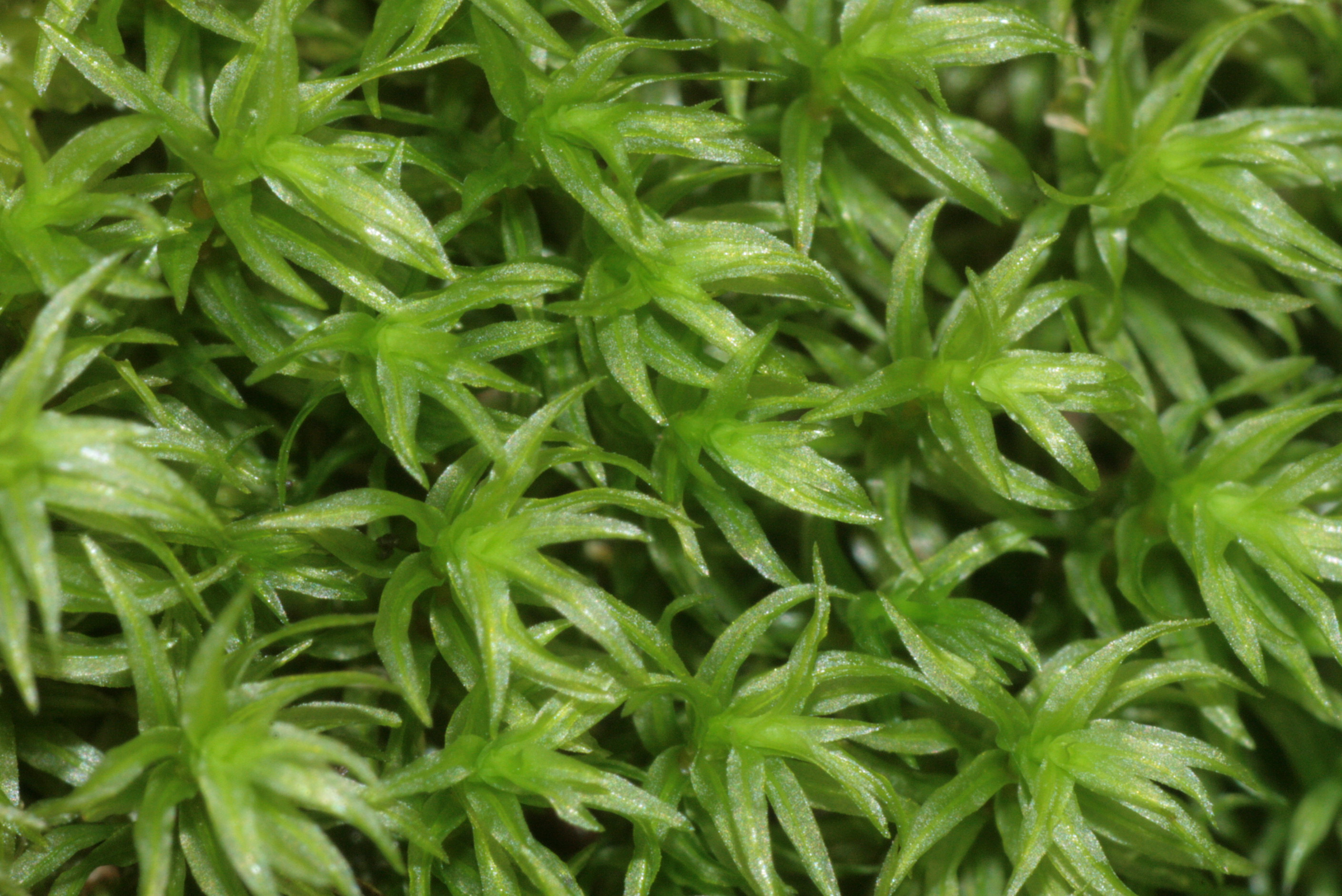
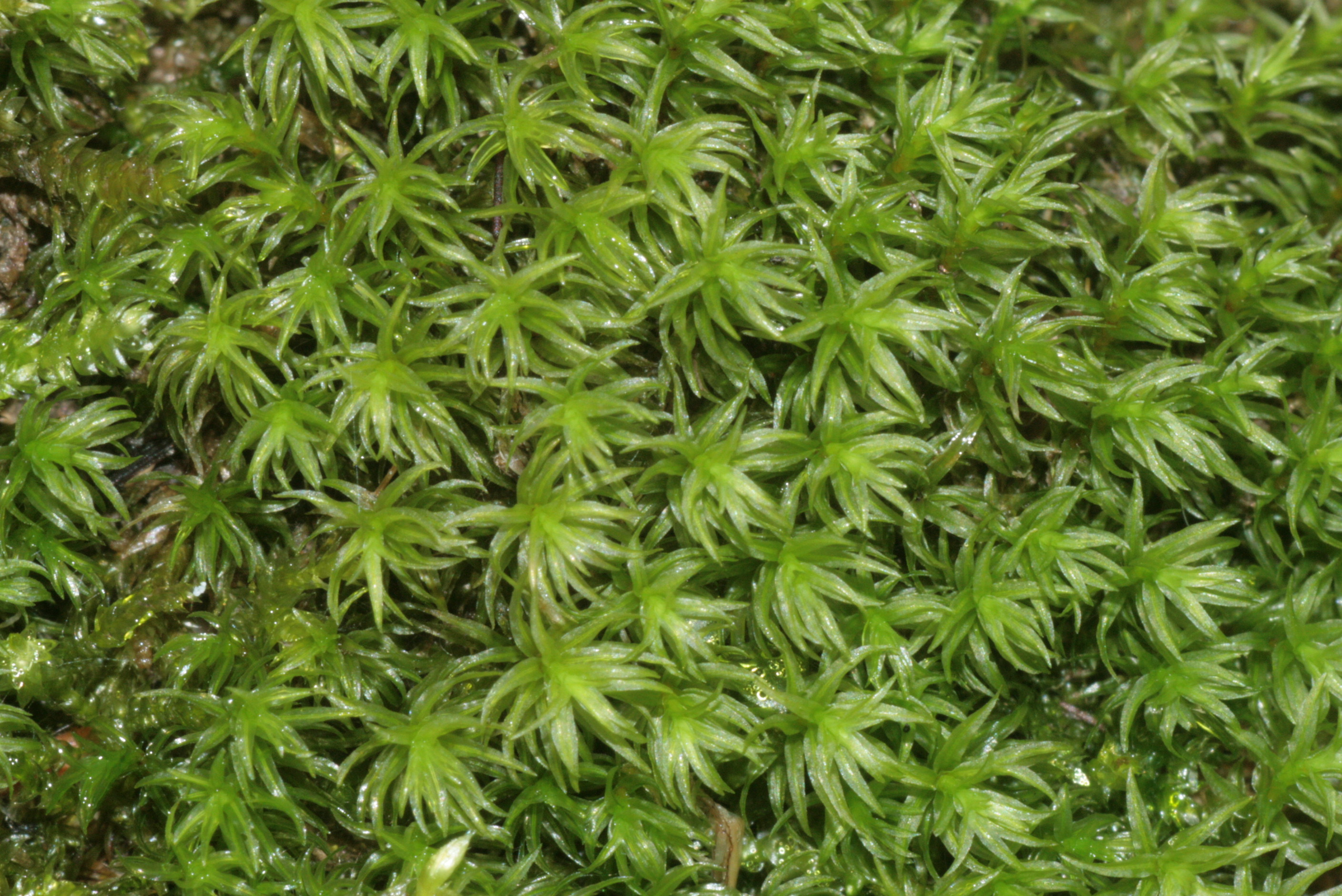
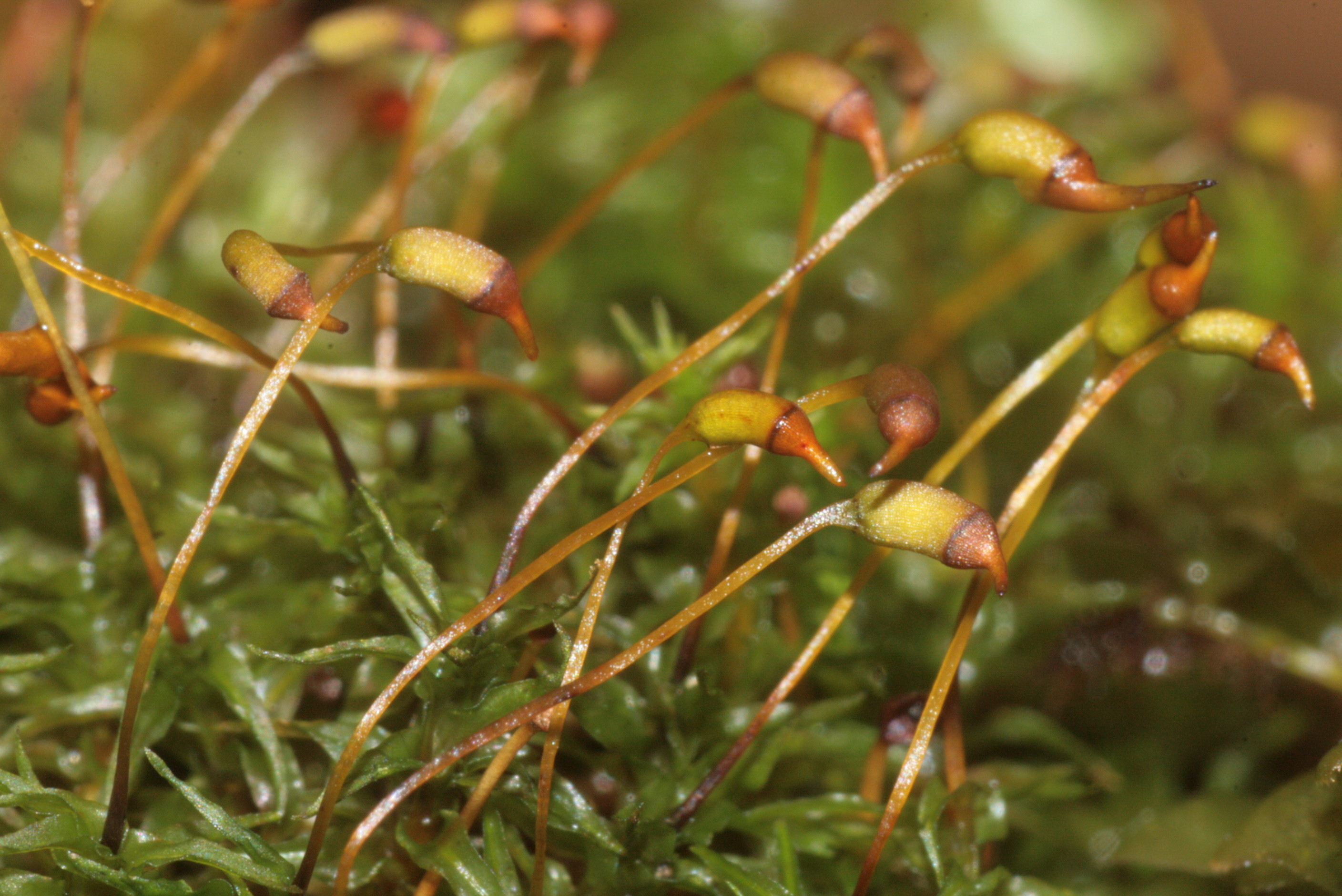
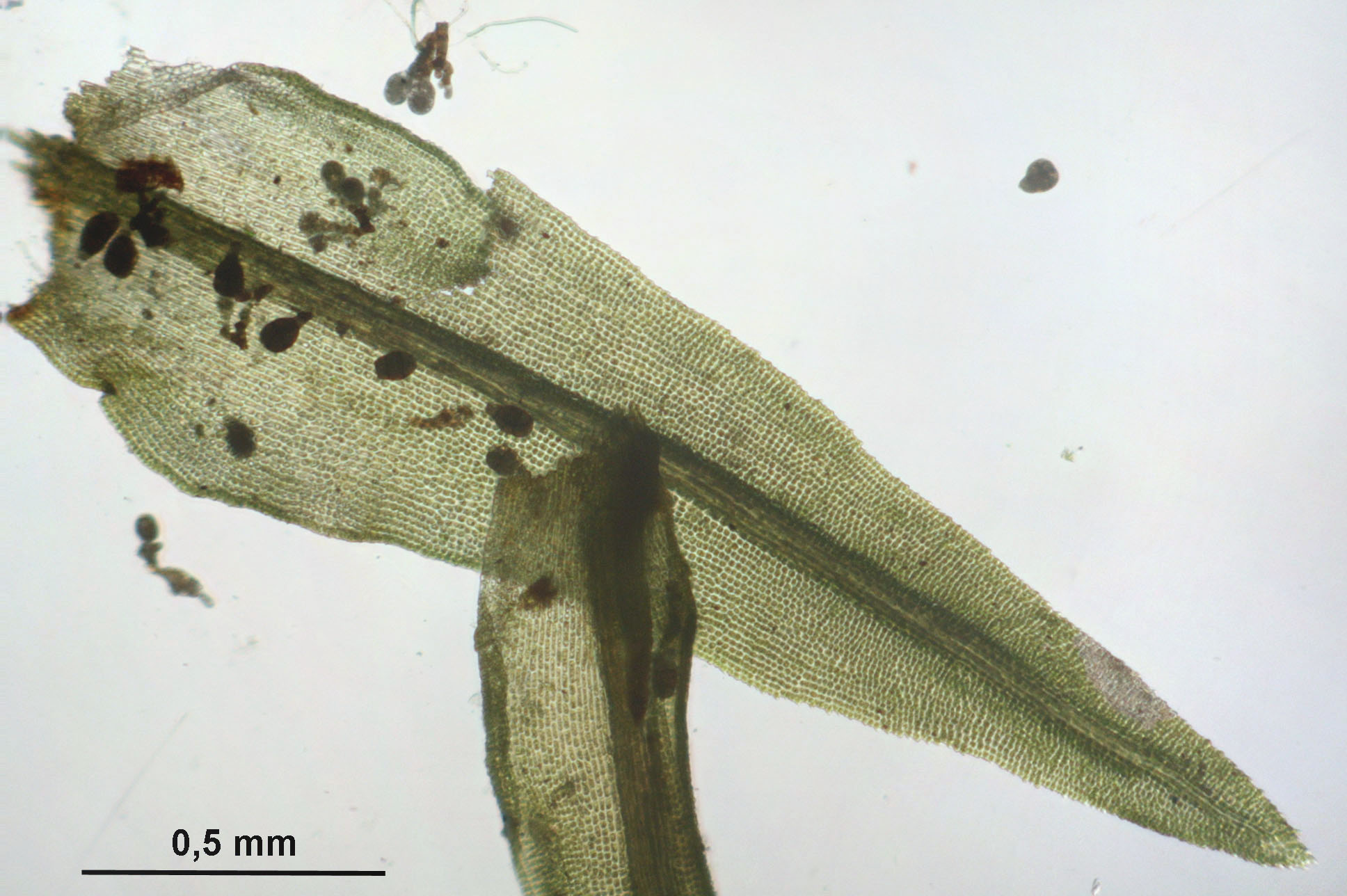
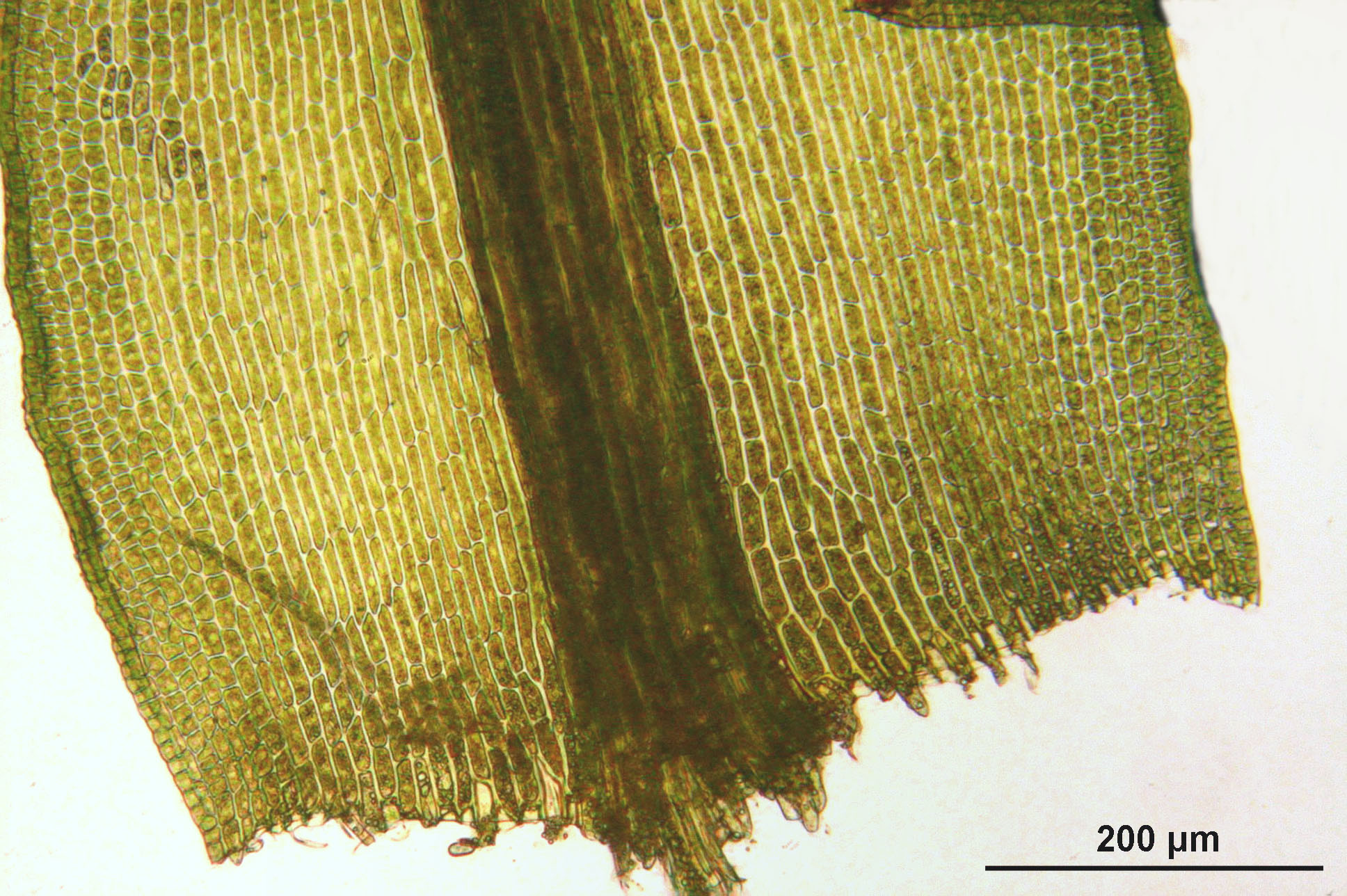